# 722 Frieda
722 Frieda је астероид главног астероидног појаса чија средња удаљеност од Сунца износи 2,171 астрономских јединица (АЈ).
Апсолутна магнитуда астероида је 12,1 а геометријски албедо 0,060.